# ژیل لوروا
ژیل لوروا (به فرانسوی: Gilles Leroy‎؛ زادهٔ ۲۸ دسامبر ۱۹۵۸در بنیو، او-دو-سن) یک نویسنده اهل فرانسه است.
در سال ۲۰۰۷ رمان او با نام آهنگ آلاباما  (بهفرانسوی: Alabama Song‎) برنده جایزه گنکور شد.